# جستجو کردن (فیلم ۱۹۸۹)
جستجو کردن (به هندی: Khoj) فیلمی محصول سال ۱۹۸۹ و به کارگردانی کیشو رمزی است. در این فیلم بازیگرانی همچون نصیرالدین شاه، ریشی کاپور، کیم کتکار، ساتیش شاه، دنی دنزونگپا و بینا بانرجی ایفای نقش کرده‌اند.